# Hemiphileurus curoei
Hemiphileurus curoei är en skalbaggsart som beskrevs av Brett C.Ratcliffe 2003. Hemiphileurus curoei ingår i släktet Hemiphileurus och familjen Dynastidae. Inga underarter finns listade i Catalogue of Life.